# Équipe cycliste Nürnberger Versicherung
L'équipe cycliste Nürnberger Versicherung (Noris Cycling en 2010) , est une équipe cycliste féminine allemande des années 2000. Elle a compté dans ses rangs notamment Judith Arndt, Oenone Wood, Petra Rossner, Regina Schleicher et Trixi Worrack. L'équipe est classée numéro un mondiale en 2004 et 2005. Elle remporte le Tour de l'Aude en 2003 et 2004, le Tour d'Italie en 2007 et neuf titres de championnes d'Allemagne durant son existence.

## Classements UCI
Ce tableau présente les places de l'équipe au classement de l'Union cycliste internationale en fin de saison, ainsi que ses meilleures coureuses au classement individuel
| Année | Classement par équipes | Meilleure coureuse au classement individuel |
| 1999  | 5e                     | Barbara Heeb (31e)                          |
| 2000  | 15e                    | Jacinta Coleman (59e)                       |
| 2001  | 13e                    | Hanka Kupfernagel (40e)                     |
| 2002  | 8e                     | Hanka Kupfernagel (14e)                     |
| 2003  | 2e                     | Judith Arndt (3e)                           |
| 2004  | 1re                    | Judith Arndt (1re)                          |
| 2005  | 1re                    | Oenone Wood (1re)                           |
| 2006  | 3e                     | Trixi Worrack (4e)                          |
| 2006  | 3e                     | Trixi Worrack (4e)                          |
| 2007  | 4e                     | Edita Pučinskaitė (6e)                      |
| 2008  | 4e                     | Suzanne de Goede (10e)                      |
| 2009  | 4e                     | Trixi Worrack (7e)                          |
| 2010  | 9e                     | Trixi Worrack (13e)                         |

Ce tableau présente les places de l'équipe au classement de la Coupe du monde de cyclisme sur route féminine, ainsi que la meilleure cycliste au classement individuel de chaque saison.
| Année | Classement par équipes | Meilleure coureuse au classement individuel |
| 1999  | -                      | Viola Paulitz-Müller (14e)                  |
| 2000  | -                      | Jacinta Coleman (26e)                       |
| 2001  | -                      | Jenny Algelid (61e)                         |
| 2002  | -                      | Hanka Kupfernagel (8e)                      |
| 2003  | -                      | Judith Arndt (5e)                           |
| 2004  | -                      | Petra Rossner (2e)                          |
| 2005  | -                      | Oenone Wood (1re)                           |
| 2006  | 4e                     | Oenone Wood (6e)                            |
| 2007  | 4e                     | Trixi Worrack (7e)                          |
| 2008  | 2e                     | Suzanne de Goede (2e)                       |
| 2009  | 4e                     | Trixi Worrack (8e)                          |
| 2010  | 19e                    | Angela Hennig (28e)                         |

### Grands tours
| - Tour d'Italie féminin - Participations : au moins 5 (2005, 2006, 2007, 2008, 2009) - Victoires d'étapes 9 : - 1 en 2005 : Regina Schleicher - 3 en 2006 : Regina Schleicher (2), Oenone Wood - 2 en 2007 : Edita Pučinskaitė (2) - 1 en 2008 : Claudia Häusler - 2 en 2009 : Amber Neben, Trixi Worrack - Victoire finale : 2007 (Edita Pučinskaitė) - Podium : 2008 (Claudia Häusler) | - Tour de l'Aude - Participations : au moins 8(2003, 2004, 2005, 2006, 2007, 2008, 2009, 2010) - Victoires d'étapes 10 : - 2 en 2004 : Trixi Worrack - 4 en 2005 : Oenone Wood (3), Trixi Worrack - 1 en 2006 : Oenone Wood - 1 en 2007 : Trixi Worrack - 2 en 2009 : Trixi Worrack, Nürnberger Versicherung - Victoire finale : 2003 (Judith Arndt), 2004 (Trixi Worrack) - Podium : 2004 (Judith Arndt), 2005, 2006, 2007, 2008, 2009 (Trixi Worrack) |

### Compétitions internationales
Championnats du monde
- Course en ligne : 2
  - 2004 : Judith Arndt
  - 2005 : Regina Schleicher

### Championnats nationaux
Cyclisme sur route
- Championnats d'Allemagne : 9
  - Course en ligne : 2003 (Trixi Worrack), 2004 (Petra Rossner), 2005 (Regina Schleicher), 2006 (Claudia Häusler)
  - Contre-la-montre : 2002 (Hanka Kupfernagel), 2003, 2004, 2005 (Judith Arndt), 2009 (Trixi Worrack)
- Championnats de Suède : 1
  - Contre-la-montre : 2002 (Jenny Algelid-Bengtsson)

Cyclisme sur piste
- Championnats d'Allemagne : 1
  - Course aux points : 2010 (Madeleine Sandig)

## Encadrement
En 2005, le directeur général de l'équipe est Alexander Oppelt. De 2005 à 2010, Herbert Oppelt est le représentant de l'équipe auprès de l'UCI. Le directeur sportif est Jens Zemke de 2005 à 2008. De 2006 à 2008, il est assisté par Dennis Sandig. En 2008, Matthias Hesselbach et Rossi Roberto sont également directeurs sportifs adjoints. En 2009, Jochen Dornbusch devient directeur sportif et est assisté du seul Matthias Hesselbach. L'année suivante, la direction de l'équipe est assurée par Miroslaw Ratajczyk et Thijs Rondhuis.

## Partenaires
Le partenaire principal de l'équipe de 1999 à 2009 est la société d'assurance de Nuremberg, Nürnberger Versicherung.

## Équipe Noris en 2010

### Effectif
| Coureuse         | Date de naissance | Nationalité | Équipe 2009                 |
| ---------------- | ----------------- | ----------- | --------------------------- |
| Elke Gebhardt    | 22 juillet 1983   | Allemagne   | DSB Bank - Nederland bloeit |
| Angela Hennig    | 15 janvier 1981   | Allemagne   | DSB Bank - Nederland bloeit |
| Marlen Jöhrend   | 2 janvier 1986    | Allemagne   | Nürnberger Versicherung     |
| Romy Kasper      | 5 mai 1988        | Allemagne   | Nürnberger Versicherung     |
| Stephanie Pohl   | 21 octobre 1987   | Allemagne   | Nürnberger Versicherung     |
| Bianca Purath    | 4 janvier 1985    | Allemagne   | Nürnberger Versicherung     |
| Madeleine Sandig | 12 août 1983      | Allemagne   | Nürnberger Versicherung     |
| Trixi Worrack    | 28 septembre 1981 | Allemagne   | Nürnberger Versicherung     |

### Résultats
| Date       | Course                                          | Pays      | Cat. | Vainqueur        |
| ---------- | ----------------------------------------------- | --------- | ---- | ---------------- |
| 8 juillet  | Championnat d'Allemagne de la course aux points | Allemagne | CN   | Madeleine Sandig |
| 8 juillet  | 1re étape du Tour de République tchèque         | Tchéquie  | 2.2  | Trixi Worrack    |
| 9 juillet  | 2e étape du Tour de République tchèque          | Tchéquie  | 2.2  | Trixi Worrack    |
| 10 juillet | 3e étape du Tour de République tchèque          | Tchéquie  | 2.2  | Trixi Worrack    |
| 10 juillet | 4e étape du Tour de République tchèque          | Tchéquie  | 2.2  | Trixi Worrack    |
| 11 juillet | 5e étape du Tour de République tchèque          | Tchéquie  | 2.2  | Trixi Worrack    |
| 11 juillet | Tour de République tchèque                      | Tchéquie  | 2.2  | Trixi Worrack    |

### Classement UCI
| Rang | Coureur          | Points |
| ---- | ---------------- | ------ |
| 13   | Trixi Worrack    | 301    |
| 60   | Angela Hennig    | 68     |
| 97   | Romy Kasper      | 31     |
| 318  | Madeleine Sandig | 3      |
| 341  | Elke Gebhardt    | 2      |